# Schottische Badmintonmeisterschaft 2011
Die Schottische Badmintonmeisterschaft 2011 fand vom 4. bis zum 6. Februar 2011 in Perth statt.

## Austragungsort
- Perth, Bell’s Sports Centre

## Medaillengewinner
| Disziplin    | Gold                              | Silber                        | Bronze                           |
| ------------ | --------------------------------- | ----------------------------- | -------------------------------- |
| Herreneinzel | Kieran Merrilees                  | Gordon Hoggan                 | Kenny Young                      |
| Herreneinzel | Kieran Merrilees                  | Gordon Hoggan                 | Calum Menzies                    |
| Dameneinzel  | Susan Egelstaff                   | Linda Sloan                   | Viktoria Tsvetanova              |
| Dameneinzel  | Susan Egelstaff                   | Linda Sloan                   | Kirsty Gilmour                   |
| Herrendoppel | Jamie Neill Keith Turnbull        | Martin Campbell Angus Gilmour | Peter Hockey Duncan Leith        |
| Herrendoppel | Jamie Neill Keith Turnbull        | Martin Campbell Angus Gilmour | Andrew Bowman Paul van Rietvelde |
| Damendoppel  | Jillie Cooper Emma Mason          | Imogen Bankier Linda Sloan    | Lindsay Campbell Victoria Wan    |
| Damendoppel  | Jillie Cooper Emma Mason          | Imogen Bankier Linda Sloan    | Susan Egelstaff Rita Yuan Gao    |
| Mixed        | Paul van Rietvelde Imogen Bankier | Martin Campbell Jillie Cooper | Angus Gilmour Emma Mason         |
| Mixed        | Paul van Rietvelde Imogen Bankier | Martin Campbell Jillie Cooper | Peter Hockey Lindsay Campbell    |